# Saint-Porquier
Saint-Porquier ist eine französische Gemeinde mit 1.340 Einwohnern (Stand: 1. Januar 2022) im Département Tarn-et-Garonne in der Region Okzitanien. Saint-Porquier gehört zum Arrondissement Montauban und zum Kanton Beaumont-de-Lomagne. Die Einwohner werden Saint-Porquiérains genannt.

## Geographie
Saint-Porquier liegt etwa 13 Kilometer westlich von Montauban am Canal latéral à la Garonne sowie an der Garonne, die die südwestliche Gemeindegrenze bildet. Hier verläuft auch das Flüsschen Rafié, das der Garonne zustrebt. Umgeben wird Saint-Porquier von den Nachbargemeinden Castelsarrasin im Norden und Westen, La Ville-Dieu-du-Temple im Nordosten, Escatalens im Süden und Osten sowie Cordes-Tolosannes im Südwesten.
Durch die Gemeinde führen die Autoroute A62 und die frühere Route nationale 113 (heutige D813).

## Bevölkerung
| Jahr      | 1962 | 1968 | 1975 | 1982 | 1990 | 1999  | 2006  | 2013  |
| --------- | ---- | ---- | ---- | ---- | ---- | ----- | ----- | ----- |
| Einwohner | 880  | 878  | 877  | 831  | 897  | 1.023 | 1.271 | 1.428 |

## Sehenswürdigkeiten
- Kirche Saint-Clair, Monument historique

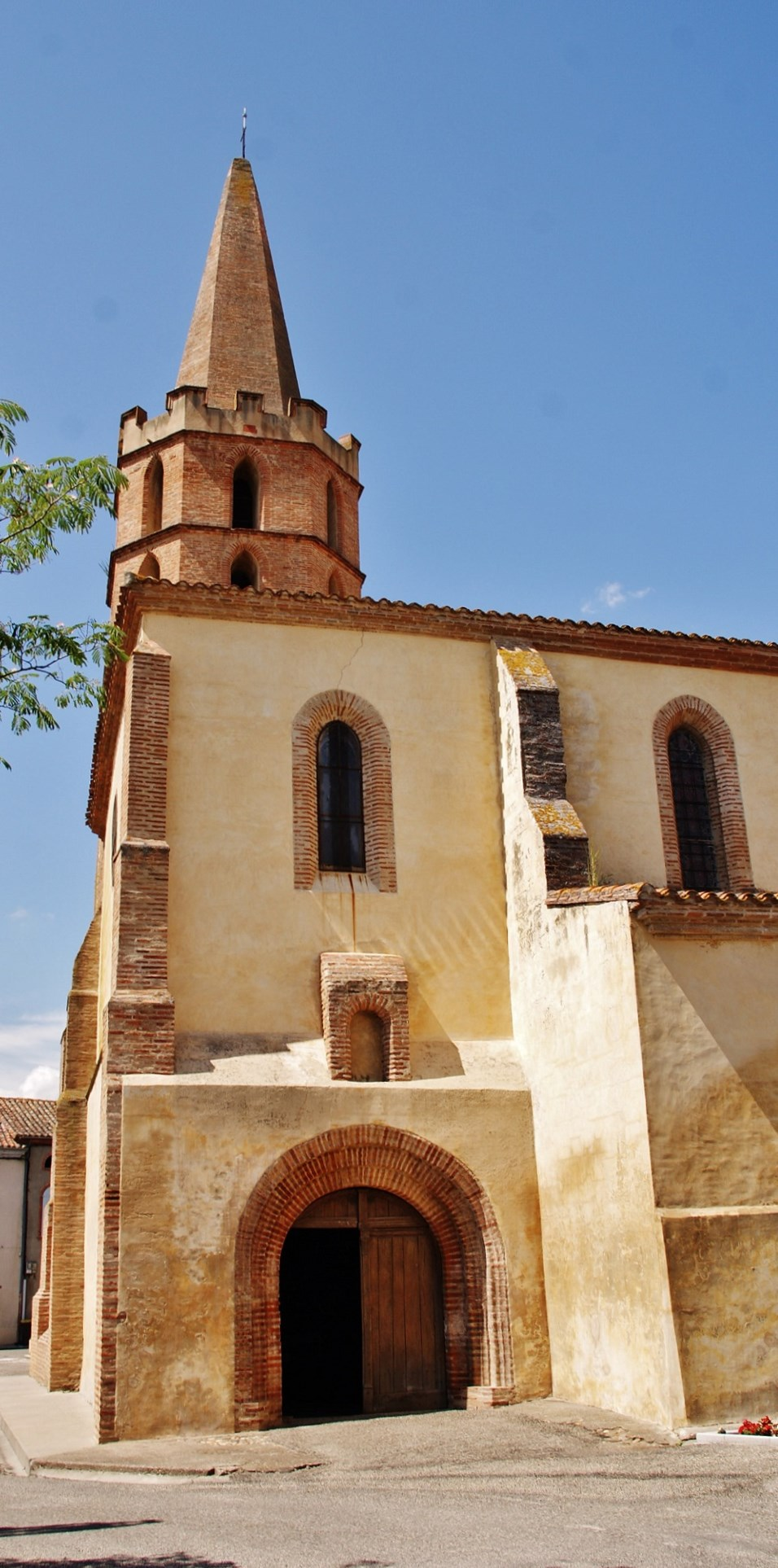
Kirche Saint-Clair

## Persönlichkeiten
- Joseph-Antoine Boullan (1824–1893), Priester und Okkultist